# Alvis 10/30
Alvis 10/30 är en bilmodell från det brittiska bilmärket Alvis. Modellen tillverkades mellan 1920 och 1923 i ungefär 600 exemplar. Modellen är den första från bilmärket. 
10/30 var av hög kvalitet även om det inte finns många 10/30 kvar. Bilarna var lätta och hade en fyrväxlad växellåda vilket var ovanligt på den tiden. Bilen hade bromsar endast på framhjulen, och som det mesta på bilen var de av Alvis eget fabrikat. 
Efterträdaren var Alvis 11/40 men de tillverkades parallellt i två år (Alvis 11/40 bytte senare namn till Alvis 12/40).